# Look at Yourself
Look at Yourself è il terzo album in studio del gruppo musicale britannico Uriah Heep pubblicato nell'ottobre 1971. È il primo disco del gruppo con Ian Clarke in formazione.

## Tracce

### Lato A
1. Look at Yourself (Hensley) – 5:10
2. I Wanna Be Free (Hensley) – 4:01
3. July Morning (Byron, Hensley) – 10:32

### Lato B
1. Tears in My Eyes (Hensley) – 5:01
2. Shadows of Grief (Byron, Hensley) – 8:39
3. What Should Be Done (Hensley) – 4:15
4. Love Machine (Box, Byron, Hensley) – 3:37

### Tracce bonus edizione rimasterizzata del 1996
1. Look At Yourself (Single Version) – 3:07 (Hensley)
2. What's Within My Heart – (Out-take) (Hensley) – 5:23

## Formazione
- David Byron – voce
- Ken Hensley – organo, piano, chitarra, chitarra acustica
- Mick Box – chitarra ritmica, chitarra acustica
- Paul Newton – basso
- Ian Clarke – batteria

### Collaboratori
- Manfred Mann - minimoog in July Morning
- Ted, Mac e Loughty di Osibisa - percussioni in Look At Yourself